# Копитківська сільська рада
Копиткі́вська сільська́ ра́да — колишній орган місцевого самоврядування у Здолбунівському районі Рівненської області. Адміністративний центр — село Копиткове.

## Загальні відомості
- Копитківська сільська рада утворена в 1939 році.
- Територія ради: 45,122 км²
- Населення ради: 1 875 осіб (станом на 2001 рік)

## Населені пункти
Сільській раді були підпорядковані населені пункти:
- с. Копиткове
- с. Мар'янівка
- с. Новомильськ
- с. Степанівка

## Склад ради
Рада складалася з 16 депутатів та голови.
- Голова ради: Фішер Марія Дмитрівна
- Секретар ради: Стеранчак Валентина Георгіївна

### Керівний склад попередніх скликань
| Прізвище, ім'я, по батькові | Основні відомості                                                               | Дата обрання | Дата звільнення |
| --------------------------- | ------------------------------------------------------------------------------- | ------------ | --------------- |
| Фішер Марія Дмитрівна       | Сільський голова, 1960 року народження, освіта середня спеціальна, позапартійна | 26.03.2006   | 31.10.2010      |
| Фішер Марія Дмитрівна       | Сільський голова, 1960 року народження, освіта середня спеціальна, позапартійна | 31.10.2010   |                 |

Примітка: таблиця складена за даними сайту Верховної Ради України

## Населення
Згідно з переписом УРСР 1989 року чисельність наявного населення сільської ради становила 1778 осіб, з яких 802 чоловіки та 976 жінок.
За переписом населення України 2001 року в сільській раді мешкало 1819 осіб.

### Мова
Розподіл населення за рідною мовою за даними перепису 2001 року:
| Мова       | Відсоток |
| ---------- | -------- |
| українська | 98,99 %  |
| російська  | 1,01 %   |